# Bloqueig Continental
|  | Per a altres significats, vegeu «Bloqueig». |

L'Imperi Francès l'any 1812.
Administració directa
Estats satèl·lit
Països participants del bloqueig continental

El Bloqueig Continental fou la base principal de la política exterior de l'emperador Napoleó I de França en la lluita contra el Regne Unit de Gran Bretanya i Irlanda.
La manca de mitjans per a enfrontar-se a la Royal Navy varen fer que Napoleó es replantegés els seus plans d'invasió del Regne Unit. Aquests plans d'invasió foren avortats per la batalla de Trafalgar l'any 1805 (tot i que és possible que Napoleó ja els descartés el juliol del mateix any, després de la Batalla del Cap de Finisterre i la retirada de Villeneuve amb la flota combinada a Cadis).
En lloc de l'estratègia militar, Napoleó opta llavors por l'estratègia de guerra econòmica. Resultat dels inicis de la revolució industrial, l'economia britànica havia sorgit amb força a Europa en el paper d'exportadors de productes manufacturats. Aquest fet els feia vulnerables a un embargament comercial. El Bloqueig Continental era un embargament comercial que prohibia el comerç de productes britànics en el continent europeu.
El novembre de 1806, després dels èxits militars d'Austerlitz i Jena, tot el continent es trobava sota el domini, directe o indirecte de França, des de la península Ibèrica fins a Rússia, Fou el moment triat per Napoleó per a promulgar el Decret de Berlín, prohibint als seus aliats i als països conquerits cap mena de relació comercial amb Gran Bretanya. En 1807 endurí les condicions inicials del decret en un intent per a destruir de forma decisiva el comerç britànic com a preludi per a una possible invasió mitjançant el Decret de Milà.
L'embargament comercial finalment fracassà, Tot i tenir un elevat preu per a la població anglesa. Les forces franceses, amb poder únicament per terra, no podien aturar la navegació comercial, i els mercants anglesos buscaren nous mercats.
Per la seva part, el parlament britànic promulgà les Orders in Council de 1807, que prohibien als seus socis el comerç amb França. En resposta a aquest decret, el Congrés dels Estats Units emeté l'Acta d'Embargament de 1807, prohibint el comerç dels bucs nord-americans amb els dos contendents.
L'únic país europeu que s'oposà obertament al Bloqueig Continental fou Portugal.
Després de la signatura del Tractat de Tilsit el juliol de 1807, Napoleó tractà de capturar la flota portuguesa i la família reial, ocupar els ports portuguesos i expulsar els britànics de la península Ibèrica. El rei Joan VI de Portugal fugí amb la seva flota cap al Brasil, mentre la població bullia revoltant-se contra els invasors francesos.
Tanmateix, a Espanya el pas de tropes cap a Portugal era percebut com una invasió encoberta fet que augmentà el descontentament i el sentiment antifrancès. Finalment, la intervenció de l'exèrcit britànic de Wellington precipità la Guerra del Francès l'any 1808.